# فراری ۶۱۲ اسکاییتی

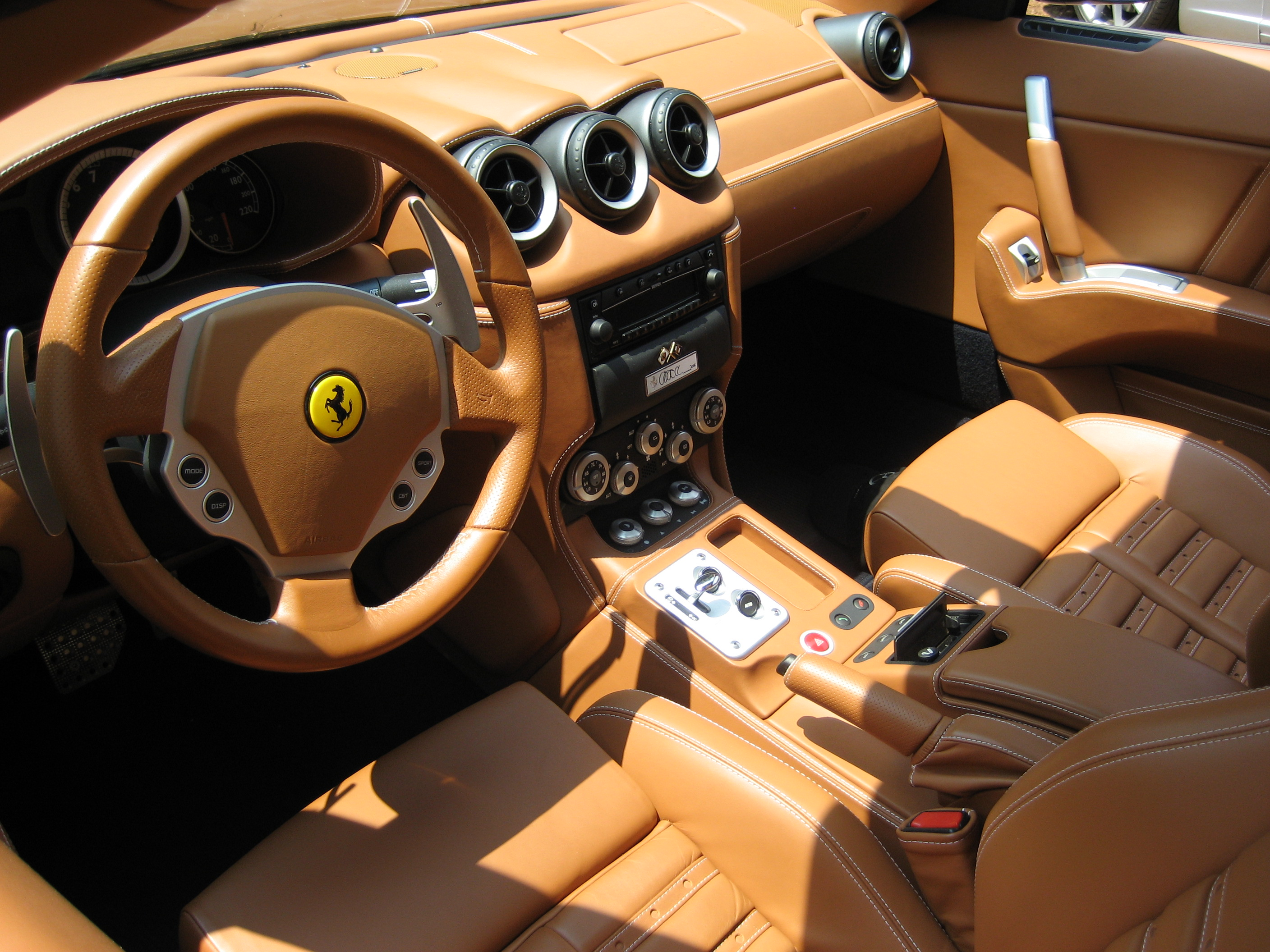
نمای داخلی فراری ۶۱۲ اسکاییتی

فراری ۶۱۲ اسکالیتی (Ferrari 612 Scaglietti) خودرویی است که از سال ۲۰۰۴ تا ۲۰۱۱ تولید شده‌است.
این خودرو در کلاس خودرو GT قرار گرفته‌است. سیستم جعبه‌دندهٔ آن ۶ دنده به صورت دستی یا نیمه اتومات ۶سرعته است. ماکزیمم سرعت این خودرو ۳۲۰ کیلومتر بر ساعت است که ۱۰۰–۰ کیلومتر بر ساعت را در ۴/۲ ثانیه طی می‌کند.